# Kínai középkor
A kínai középkor a kínai történelemnek a 220–1368 közötti időszakát öleli fel, ami nagyjából egybeesik az európai szemléleten alapuló középkorral.
A kínai középkort a kínai ókor előzi meg, és a Ming-kor követi (1368–1644).
A kínai középkor a széttagoltság kezdeti, átmeneti kora után a mintegy 700 évet felölelő klasszikus kínai császárkort, majd a nagy törést jelentő mongol uralom rövidebb korszakát foglalja magában. A három nagy korszak a következő kisebb korokra, illetve dinasztiákra osztható:
- A széttagoltság korszaka
  - Három királyság kora (220–280)
  - Nyugati és Keleti Csin (265–439)
  - Déli és északi dinasztiák kora (420–589)
- Klasszikus császárkor
  - Szuj-dinasztia (581–618)
  - Tang-dinasztia (618–907) – a Kínai Birodalom aranykora
  - Az öt dinasztia kora (907–960)
  - Szung-dinasztia (960–1279)
- Mongol uralom kora
  - Kína mongol meghódítása (1234–1271)
  - Jüan-dinasztia (1271–1368)

## A széttagoltság korszaka (A Hat dinasztia kora – 220–588)

### A Három királyság kora
Az utolsó Han császár bukása után Kína három királyságra szakadt: az északi Vejre, a délkeleti Vura és a mai Szecsuan tartomány területét uraló Sura. A három királyság évtizedeken át véres háborút vívott egymással (erről szól A három királyság regényes története* című híres Ming-kori regény), míg végül 263-ban Vej legyőzte Sut, 280-ban pedig Vut. 265-ben Vej államban az egyik hadvezér megdöntötte az uralkodót és új dinasztiát alapított, így az ország újbóli egyesítése már nem Vej, hanem Csin néven történt (Jin4 – nem azonos az országot először egyesítő Csinnel).
Időközben az északi, északnyugati erdőségekben és sztyeppéken megerősödtek a különböző lovas nomád törzsek, amelyek már eddig is sok gondot okoztak a kínaiaknak. Mandzsúria, Közép-Ázsia, az északnyugati hegyek és fennsíkok a történelem folyamán kiapadhatatlan forrásai voltak a különféle nomád törzseknek, amelyeknek lételeme volt a hódítás. Lovas harcmodorukkal szemben a főleg gyalogosokból álló kínai hadsereg gyakran tehetetlen volt, különösen azokban a korszakokban, amikor a központi hatalom meggyöngült, így nem tudott ütőképes hadsereget kiállítani az északról támadó nomád hordák ellen. A Kr. u. első évezred folyamán különösen sok harcos nomád csoport jelent meg és állt össze erős törzzsé vagy törzsszövetséggé Ázsiában. Ezek aztán szinte egy időben támadtak rá Európában a meggyengült Római Birodalomra (ld. Attila hunjai), illetve Ázsiában a meggyengült Kínai Birodalomra.

### Nyugati és Keleti Csin
A 280-ban létrejött Csin (Jin) birodalom nem tudta tartóssá tenni a hatalmát. Az első Csin császár 289-ben bekövetkezett halála után trónviszályok törtek ki, amelyeknek egyes résztvevői az északi nomád népek csapatait hívták segítségül, köztük a mai Belső-Mongólia Autonóm Terület és Hebei tartomány területén élő hsziungnukat. A behívott nomádok azonban óriási pusztítást végeztek Észak-Kínában. A hsziungnu Liu Yuan fejedelem 304-ben szinte az egész akkori Észak-Kínát (a mai Shanxi és Henan területét) uralma alá hajtotta, és kínai császárrá kiáltotta ki magát (Han Zhao állam, 304-329). 316-ban elfoglalta a Csin fővárost, Chang'ant (ma Xi'an, Shaanxi), és azt a saját székhelyéül rendezte be. A Csin császári ház egyik délre menekült tagja 317-ben Csienkangban (Jiànkāng, a mai Nanking) császárrá kiáltotta ki magát, ezzel megalakult a Keleti Csin (Dōngjìn; a korábbi Csint ezóta Nyugati Csinként – Xījìn – tartják számon). Az ország ezzel két részre szakadt: a nomádok által uralt Északra és a kínai uralkodók által uralt Délre.

### A Déli és északi dinasztiák kora
Délen a Keleti Csin 317-től 420-ig uralkodott, utána 589-ig, az ország újraegyesítéséig négy másik, rövid életű dinasztia váltotta egymást a trónon. Fővárosa mind az öt déli uralkodóháznak Csienkang, a mai Nanking volt. Mivel a déli dinasztiák mind kínaiak voltak, itt éltek tovább a legelevenebben a kínai hagyományok, s ezeket az uralkodóházakat tartja a későbbi történetírás a Hanok legitim örököseinek. Ezért a 222-től, a Három királyság déli Vu államának megalakulásától 589-ig tartó időszakot a Hat dinasztia (Liùcháo) korszakának nevezik. Ezen belül a 420-tól 589-ig tartó időszakot – a megosztottságra utalva – Déli és északi dinasztiák koraként (Nánběicháo) tartják számon.
Északon eközben a különböző barbár törzsek (hunok, hszien-pejek, topák stb.) összesen tizenhat kisebb-nagyobb államocskát alakítottak. Ezek lakosságának nagy részét természetesen a kínaiak alkották – akik Kína területén mindig minden behatolóval szemben óriási létszámfölényben voltak –, s csupán a vezető réteg állt a „barbár” hódítókból. Az idegen törzsek, hogy uralkodni tudjanak a meghódítottakon, gyorsan alkalmazkodtak a kínaiakhoz, idomultak a kínai arisztokráciához, átvették a kínai intézményrendszert, s sokan közülük teljesen beolvadtak a hanok közé.
Ez az egyik magyarázata az észak- és dél-kínai emberek közötti különbségeknek: az alacsonyabb, kerek arcú déli hanok csak hozzájuk hasonló déli népcsoportokkal keveredtek; ezzel szemben az északiak magasak, szögletesebb arcúak, mert az utóbbi két évezred során gyakran keveredtek az erőteljes testalkatú északi nomádokkal.
Az északi államok közül a legjelentősebb a topa törzs által alapított Északi Vej (Běiwèi) volt, amely 439-től 534-ig állt fenn, s csaknem egész Észak-Kína felett uralkodott. Itt a nomád eredetű uralkodók maguk szorgalmazták az elkínaiasodást, népük tagjait kötelezték, hogy kínai stílusú ruhákban járjanak, kínai neveket vegyenek fel stb. Ez lett az ország veszte: az elkínaiasodást ellenző topa vezérek fellázadtak saját uralkodójuk ellen, ami Északi Vej bukásához vezetett.
Az elkínaiasodás kérdése a történelem folyamán végig az idegen hódítók egyik fő problémája maradt, és sok belső harcot okozott köreikben. Kína elfoglalásakor mindig jelentkezett az a dilemma, hogy a hódítók vagy megőrzik saját kultúrájukat, nyelvüket és kormányzási módszereiket – de képtelenek lesznek Kína feletti uralmuk fenntartására –, vagy pedig átveszik a kínai szokásokat, nyelvet, kormányzási módot, feladják saját kultúrájukat, s ezen az áron Kína urai maradnak. A győztes nomádok általában az utóbbit választották – a mandzsu eredetű csing dinasztia utolsó császára (pu Ji) például összesen egy szót tudott mandzsu nyelven –, de mindig akadt belső ellenzékük, amely élesen ellenezte az elkínaiasodást. A mongolok például véres belháborúkat folytattak e kérdés miatt.
Az Északi Vej állam 534-ben két részre hullott szét: Keleti Vejre (Dōngwèi) és Nyugati Vejre (Xī Wèi), majd ezeken a területeken is lázadások, palotaforradalmak törtek ki. Nemsokára az Észak-Kína nyugati felét – tehát nagyjából a nyolcszáz évvel azelőtti birodalomegyesítő Csin eredeti területét – uraló Nyugati Vej a nevét Északi Csoura (Běi Zhōu) változtatta, s hadjáratokat indított a többi állam ellen. 577-ben Északi Csou elfoglalta egész Észak-Kínát. 581-ben a Jang Csien (Yáng Jiān) nevű félig kínai, félig hszien-pej tábornok puccsal megbuktatta Északi Csou topa eredetű uralkodóját, és maga ült a trónra. Fővárosává Csangant (a mai Hsziant, a Nyugati Han egykori fővárosát) tette meg, az ország nevét Szujra (Suí) változtatta, ő maga pedig Szuj Ven-ti (Suí Wéndì) néven uralkodott. Többéves előkészület után 589-ben Szuj legyőzte a dél-kínai dinasztiák legutolsóját, Csent (Chén), ezzel több évszázados széttagoltság után helyreállt Kína egysége.
A buddhizmus (kínaiul: 佛教, Fójiào) Északnyugat-Indiában keletkezett, s időszámításunk kezdete tájékán kezdett terjedni Indián kívül. Délkelet-Ázsiában a buddhizmus úgynevezett Hinájána (kicsi szekér) ága vált népszerűvé (ez megőrizte a vallás eredeti, aszkétikus jellegét, amely szigorú viselkedési szabályokat ír elő a szenvedéstől megszabadulni vágyóknak). Ezzel szemben Belső-Ázsiában, majd Kínában a Mahájána (nagy szekér, ui sokan felférnek rá, vagyis sokak megváltására való) terjedt el, s vált tömegek vallásává – nagyszabású szertartásaival, díszes templomaival, s bizonyos mértékű leegyszerűsödésével. Emellett a Mahájána-buddhizmus mindenhol alkalmazkodott az adott területen uralkodó már meglévő hagyományokhoz, vallásokhoz. Így létrejött a sajátos kínai buddhizmus (amelyre nagyban hatott a taoizmus), s ez terjedt tovább Koreába és Japánba, ahol tovább módosult a befogadó népek igényei, hagyományai szerint. Tibetben a buddhizmus összevegyült az itteni őshittel, a bön vallással, ezzel létrejött a buddhizmus speciális ága, a lámaizmus, amely a tibetiek mellett a mongolok körében is népszerűvé vált.
Kínában a Han-dinasztia politikai és ideológiai egysége megakadályozta, hogy az új, külföldi vallás elterjedhessen. A Hanok bukásával és a birodalom széthullásával azonban az emberek elbizonytalanodtak a régi értékekben, és fogékonnyá váltak az új eszmék iránt. Ekkoriban szerveződött vallássá a taoizmus, és jelent meg a buddhizmus, amelyet kezdetben csak a taoizmus egyik ágának hittek. A 3-5. században számos buddhista szútrát lefordítottak kínaira, s egyértelműsödtek a buddhizmus és a taoizmus közötti különbségek. A mindenkinek megváltást kínáló buddhizmus villámgyorsan terjedni kezdett. A 3. század végén még csak 180 buddhista kolostor állt Kínában 3700 szerzetessel, a 6. század végén Észak-Kínában negyvenezer kolostor volt négymillió szerzetessel, Dél-Kínában pedig kétezer kolostor negyvenezer szerzetessel. Északon az idegen eredetű dinasztiák szívesen fogadták az idegen vallást, Északi Vejben gyakorlatilag államvallássá tették. Délen az elevenebb konfuciánus hagyományok miatt kevésbé terjedt el a buddhizmus, de itt is erős vallássá vált.
A buddhista vallásnak nem volt „egyháza”. A számtalan kolostor egymástól függetlenül működött szétszórva a birodalomban. A jelentősebb kolostorokban, ahol nagyobb tekintélyű mesterek tanítottak, különböző buddhista iskolák jöttek létre, amelyek gyakran egymástól eltérő nézeteket hirdettek. A leghíresebb ilyen kínai iskola a csan (chán ’elmélkedés’), amelyet Európában inkább japán nevén, zen-buddhizmusként ismernek.
A buddhizmus terjedését mind a taoisták, mind a konfuciánus írástudók rossz szemmel nézték. A taoisták féltékenyek voltak a szintén tömegek vallásos igényeit kielégítő buddhizmusra, míg a konfuciánusok fenyegetést láttak benne a patriarchális kínai állammodellre nézve, hiszen például a buddhizmus lényegtelennek tartotta a családot, ami a konfuciánusok szerint mindennek az alapját képezte. Ezekben a századokban élénk viták zajlottak a három „vallás” között, s hogy egy-egy államocskában melyik kerekedett felül, az leggyakrabban az uralkodó személyes szimpátiáján múlt. Mindenesetre minden ellenkezés dacára a 6. század végére a buddhizmus óriási befolyásra tett szert.
A buddhizmus Kína 589-es újraegyesülése után két-három évszázadig továbbra is megőrizte vezető szerepét. A 9. század közepén aztán egy – taoista papok befolyása alatt álló – császár kemény intézkedéseket tett a buddhizmus visszaszorítása érdekében, a kolostorok nagy részét leromboltatta, a szerzeteseket és apácákat visszakényszerítette a világi életbe. A 841–46-os buddhistaüldözésnek gazdasági okai is voltak: a kolostorok jelentős – adómentes – földbirtokokkal rendelkeztek, így a buddhizmus terjedése nagy bevételkiesést okozott a császári kincstárnak. A pár évig tartó üldöztetést a buddhizmus soha nem heverte ki teljesen. Számos kolostort újra megnyitottak, de a vallás befolyása jelentősen csökkent, s időszámításunk második évezredében a buddhizmus egyike lett a kínai szinkretikus vallás alkotóelemeinek.

## Klasszikus császárkor

### Szuj-dinasztia (581–618)
A Szuj-dinasztia története sokban hasonlított az országot először egyesítő Csinéhez: mindkét esetben egy rövid életű dinasztia egyesítette a birodalmat a széttagoltság hosszú évszázadai után, hogy aztán az utánuk következő dinasztia arassa le intézkedéseinek gyümölcseit, és uralkodjék Kínán hosszú évszázadokig.
A Kínát 589-ben egyesítő Szuj Ven-ti császár (581–604) – mint a dinasztiaalapítók általában – egyenlősítő földosztást hajtott végre, és könnyített az adóterheken. Intézkedéseinek köszönhetően az ország gazdasága fellendült, az egység megszilárdult. Ven-tit azonban rendkívül kegyetlen és nagyravágyó természetű fia, Szuj Jang-ti (Suí Yáng dì, 604–618) követte a trónon – apját és bátyját ő ölette meg –, aki apja munkájának eredményeit saját grandiózus terveinek megvalósítására használta fel.

#### A Nagy-csatorna
Szuj Jang-ti legfontosabb tette a Nagy-csatorna (Dà Yùnhé) megépíttetése volt. A csatornára nagy szükség volt, már a Kr. e. 5. században felmerült megépítésének ötlete. Kína gazdasági központja a Déli és északi dinasztiák korában a Sárga-folyó völgyéből délre, a Jangce völgyébe került, itt termelték az ország gabonájának nagy részét. A politikai központ viszont továbbra is északon maradt, a nagyobb háborúkat is északon vívták, ezért meg kellett oldani az adógabona és a hadsereg utánpótlásának északra szállítását. Az ország vízi útjai általában nyugat-kelet irányúak, tehát a célnak nem feleltek meg; a szárazföldi utak alkalmatlanok voltak ilyen hatalmas mennyiségű gabona továbbítására; a tengeri hajózás pedig még nem volt elég biztonságos. Így aztán Szuj Jang-ti úgy döntött, hogy hatalmas, csaknem kétezer kilométer hosszú, hajózható csatornát ásat a déli gabonatermő vidékek és északi fővárosa összekötésére. A nagy mű uralkodásának hatodik évében, 610-ben készült el. A Nagy-csatorna jelentős hatással volt a kínai gazdaság és kereskedelem fejlődésére. Egészen a 19. század végéig, a vasútépítések kezdetéig ez volt az egyik legfontosabb kereskedelmi útvonal, de a déli szakaszát ma is használják*. A csatorna építése azonban rendkívüli áldozatokkal járt, volt idő, amikor a felnőtt férfi lakosság egyharmadát kivezényelték a munkához. Ezt a terhet a gazdaság nem tudta elviselni, az erőltetett ütemű munka éhínségekhez vezetett.

#### Szuj bukása
A Nagy-csatorna megépítése után tovább rontották a helyzetet a császár hódító hadjáratai; 612 és 614 között háromszor támadta meg milliós sereggel Koreát, s mindháromszor súlyos vereséget szenvedett. Ezután sorra törtek ki a parasztfelkelések, míg végül 618-ban a császári testőrök megfojtották Szuj Jang-tit. A Szuj-dinasztia ezzel 38 éves uralkodás után megbukott, de intézkedéseivel előkészítette a Tang-dinasztia három évszázados uralmát.

### Tang-dinasztia (618–907)

#### A dinasztiaalapítás
A parasztok mellett egyes hivatalnokok és földesurak is fellázadtak a Szuj-dinasztia ellen. A legerősebb közülük a Li Jüan (Lǐ Yuān) nevű hivatalnok volt, aki értesülvén Szuj Jang-ti haláláról, 618-ban Csanganban császárrá kiáltotta ki magát és megalapította a Tang-dinasztiát (Táng). Ezután sorra megsemmisítette a rivális felkelők erőit, és 624-ben egyesítette az országot. Szuj Jang-ti építkezései és háborúi, valamint a felkelések nagy területeket elnéptelenítettek, így lehetővé vált, hogy Li Jüan 624-ben nagyszabású földosztást hajtson végre. Ezzel sikerült megalapozni a dinasztia uralmát.

#### Tang Taj-cung és a Tang-kori hódítások
Li Jüant 626-ban saját fia, Li Si-min (Lǐ Shìmín) – aki eddig Li Jüan hadseregeit vezette – rákényszerítette, hogy adja át neki a hatalmat (Li Si-min emellett a testvéreit lemészároltatta.) Li Si-min Tang Taj-cung néven uralkodott (Táng Tàizōng; 626–649), s a kínaiak a történelmük egyik legbölcsebb, legtehetségesebb császárának tartják. Parasztkímélő politikát folytatott, visszaállította a Han-dinasztia által bevezetett hivatalnokvizsgákat, s uralma alatt megalkották a nagy Tang törvénykönyvet. Fővárosa, Csangan (a mai Hszian) egymillió lakójával a világ legnagyobb városa volt. Az ország fellendítése után terjeszkedni kezdett: hosszú hadjáratokkal meghódította vagy vazallusává tette Közép-Ázsia országait.
Tang Taj-cung utódai tovább folytatták a terjeszkedő politikát, s 668-ban megsemmisítették a Koreai-félsziget északi államait (Kogurjót és Pekcsét), ezután Koreán a Tang-birodalom szövetségese, Silla állam uralkodott. A 7. század végén meghódították a mai Vietnám északi részét. Mindezen hódításaival a Tang-kori Kína minden eddiginél nagyobb területet uralt, igaz, nem sokáig: a koreai területek hamarosan függetlenné váltak, s nagyjából egy évszázados terjeszkedés után az araboktól 751-ben elszenvedett, Talasz-folyó melletti vereség után Kína elvesztette az ellenőrzést Közép-Ázsia felett is, ezzel mérete jelentősen lecsökkent. Megjegyzendő, hogy a Belső-Kínán kívüli területeket egészen a 17-18. századig soha nem sikerült a kínai uralkodóknak tartósan meghódítaniuk.

#### Vu Cö-tien
Tang Taj-cung után a fia lépett a trónra, de helyette a 650-es évek végétől annak felesége, Vu Cö-tien (Wǔ Zétiān) irányította a birodalmat. Férje halála után Vu Cö-tien először fiait tette meg császárnak, majd 690-ben kikiáltotta magát császárnőnek, és egészen 705-ös lemondásáig hivatalosan is ő uralkodott. A kínai császárság kétezer éves történelme folyamán ez volt az egyetlen eset, amikor nő ült a császári trónon. Vu Cö-tien ténylegesen csaknem fél évszázadig irányította Kínát, ezalatt az idő alatt folytatódott a Tang Taj-cung alatt elkezdődött gazdasági fejlődés és terjeszkedés.

#### Tang Hszüan-cung
A Tang birodalom virágkora Hszüan-cung (Xuánzōng) császár uralkodásának (712–756) első fele volt. Ekkoriban Kína volt a világ legfejlettebb, legerősebb országa. Virágzott a gazdaság, a bel- és külkereskedelem, a kultúra. Uralkodásának kezdeti éveiben a császár maga intézte az állam ügyeit, s igyekezett a birodalom legtehetségesebb embereit az udvarába gyűjteni.
Tang Hszüan-cung császár uralkodásának második felében azonban a birodalom gyors hanyatlásnak indult. Ennek az egyik legfőbb oka – legalábbis a néphagyomány szerint – a Jang Kuj-fej (Yáng Guì fēi) nevű császári ágyas volt, akibe a császár belebolondult, s emiatt elhanyagolta az államügyeket. Az ország irányítása az ágyas pénzéhes rokonságának kezébe került, akik hamarosan szétzüllesztették az eddig kiválóan működő kormányzatot. Az birodalmat tovább gyengítette az, hogy a 751-es talaszi csatában a Tang seregek súlyos vereséget szenvedtek, ezzel elvesztették a belső-ázsiai területeket. Ugyanebben az időben a határövezetekben megerősödtek a kínai helyőrségek parancsnokai, akik a központi hatalom tehetetlenségét látva előbb függetlenedtek tőle, majd ellene fordultak. 755-ben az An Lu-san (Ān Lùshān) nevű közép-ázsiai származású helyőrségparancsnok fellázadt a Tang-dinasztia ellen, s még a fővárost is megtámadta. Az udvar menekülése közben a császárt kísérő katonák arra kényszerítették Hszüan-cungot, hogy megfojtassa kedvesét, Jang Kuj-fejt. A császár ezután nem sokkal lemondott trónjáról a fia javára, s élete hátralévő részét az okkult tudományoknak szentelte, hogy megidézhesse a halott ágyast. 757-ben An Lu-sant megölte a saját fia, s a dinasztiához hű erők leverték a maradék lázadó csapatokat, így az országban helyreállt a rend.

#### A Tang-kori Kína külkapcsolatai
A Tang-kor első fele, vagyis a 7. század elejétől a 8. század közepéig terjedő időszak a középkori Kína aranykora volt. Ekkor egyértelműen Kína volt Kelet-Ázsia központja, és történelmének számos más időszakával ellentétben egyáltalán nem volt jellemző rá a bezárkózás. Tömegesen érkeztek Kínába a kereskedők Közép-Ázsiából, Perzsiából és Arábiából, s az ázsiai országok között élénk cserekereskedelem alakult ki, amelynek központja Csangan, a Tang főváros volt. A kereskedők egy része letelepedett Csanganban, ahol hosszabb-rövidebb időre meghonosították saját szokásaikat és vallásaikat, így megismertették a kínaiakat az iszlámmal, a nesztoriánus kereszténységgel, a manicheizmussal, az izraelita vallással stb. Megélénkültek a kínai-japán és kínai-koreai kapcsolatok, a japánok ebben az időben vették át a kínai kultúra vívmányainak jelentős részét. Az ekkoriban még virágzó buddhizmus által a kínaiak Indiával is közvetlen kapcsolatba kerültek. A kínai-indiai kapcsolat leghíresebb megnyilvánulása Hszüan-cang (Xuánzàng) kínai buddhista szerzetes nyugati útja volt: Hszüan-cang, a „Tang szerzetes”, tizenöt évet töltött Indiában, s hatszáz szent irattal tért vissza onnan. [Az ő utazásáról szól a Nyugati utazás (Xī yóu Jì) című Ming-kori „fantasztikus” regény, a kínaiak egyik kedvenc olvasmánya.]

#### A Tang-dinasztia hanyatlása
Bár a 755-ös An Lu-san-féle felkelést leverték, a dinasztia nem tudta uralmának régi fényét visszaállítani, s lassú hanyatlásnak indult. A központi kormányzat képtelen volt megakadályozni a földkoncentrációt, így egyrészt ismét kezdtek növekedni a vagyoni különbségek, másrészt pedig jelentősen csökkent a kincstár bevétele, mivel adót csak az – egyre kevesebb – saját földjét művelő paraszttól lehetett szedni. Emiatt a kincstár növelte a maradék "szabad" parasztság terheit, megadóztatta a kereskedőket, 841 és 846 között elkobozta a buddhista kolostorok földjeit, de mindez már nem segített, birodalomszerte egyre nagyobb lett az elégedetlenség. 860 után egymást követték a különböző felkelések. 874-ben kitört Kína történetének egyik legnagyobb parasztfelkelése, amelyet a Huang Csao (Huáng Cháo) nevű volt sókereskedő vezetett. Huang 881-ben még Csangant is elfoglalta, de később a nomád csapatok támogatását megnyerő Tang udvar serege elől menekülnie kellett, s 884-ben öngyilkos lett. Az udvar 885-ben visszatért Csanganba, de hatalma ekkor már csak névleges volt, az országot ténylegesen a különböző katonai parancsnokok irányították. 907-ben végül az egyik ilyen parancsnok kiirtotta az egész Tang-házat, így háromszáz év után a Tang-kor hivatalosan is véget ért.

### Az öt dinasztia kora (907–960)
A Tang-dinasztia bukása után az ország fél évszázadra apró, egymással marakodó államocskákra szakadt, amelyek nagy részében a Tang-ház volt katonai parancsnokai uralkodtak. Dél-Kínában tíz állam jött létre, míg a nagyjából egyben maradt északon öt rövid életű dinasztia váltotta egymást – ezért a 907-től 960-ig tartó időszakot „az öt dinasztia korának”, vagy „az öt dinasztia és a tíz királyság korának” nevezik.
Ennek a korszaknak az elején jelent meg a mongolokkal rokon nyelvet beszélő kitaj törzs északkeleten, Mandzsúriában, a Liao-folyó völgyében. (A kínaiak – tévesen – róluk kapták orosz nevüket: kitajszkij; emellett a kitaj szóból származik Kína egyik régi nyugati neve, a Cathay). Ők bizonyos katonai segítségért cserébe az egyik észak-kínai uralkodótól tizenhat járásnyi területet kaptak a mai Peking környékén, ahol 916-ban kínai mintára szervezett, de kitajok által uralt államot alapítottak. Ez az állam 937-ben felvette a Liao nevet, és hamarosan terjeszkedni kezdett.

### Szung-dinasztia (960–1279)

#### Az ország egyesítése
Az öt dinasztia közül az utolsóban, a Késői Csou dinasztiában 960-ban Csao Kuang-jin (Zhào Kuāngyìn) hadvezér vette át a hatalmat, aki országa nevét Szungra (Sòng) változtatta, és Szung Taj-cu néven uralkodott (Sòng Tàizǔ; 960–976) Kajfeng (Kāi fēng) fővárossal. Uralmuk megszilárdítása után a Szung császárok módszeres hódításokba kezdtek. Az északon egyre erősödő és terjeszkedő kitaj Liao állam és a Tangok által korábban uralt Közép-Ázsia kivételével a voltaképpeni kínai területek a Szung-ház uralma alá kerültek, ami viszonylagos nyugalmat biztosított a következő másfél évszázadra.

#### A kínai középkor gazdasági forradalma
A Szung-kor elejére óriási változások történtek a kínai gazdaságban. Az eddig csak a Jangce-deltában alkalmazott öntözéses rizstermesztés elterjedt egész Dél-Kínában; megindult a növénynemesítés, mindenhol a helyi talajnak és éghajlatnak legjobban megfelelő gabonafajtákat kezdték termeszteni; számos technikai újítás történt az öntözésben (például önműködő merítőkerék használata) stb. Mindemellett ugrásszerűen fejlődött a bányászat, a Szung-korban egy nagyságrenddel több réz- és vasércet bányásztak, mint a Tang-korban, és széles körben elterjedt a szén használata is.
A gazdasági forradalom hatására az iparosok, kereskedők új társadalmi rétegei jöttek létre, minden eddiginél nagyobb hivatalnokapparátus alakult ki, és nagymértékű városiasodás zajlott le Kína-szerte. A Szung-korban a becslések szerint a lakosság 6–7,5%-a lakott a százezernél nagyobb lakosú városokban – ez az akkori világban egyedülállóan magas arány volt. A gazdasági fellendülés következtében egész Kína népessége ugrásszerűen megnövekedett, és sokak szerint a Szung-kori gazdasági forradalom teremtette meg az alapját a későbbi óriási népességszámnak. Kína lakóinak száma a Han- és a Tang-kori csúcsponton körülbelül 65 millió volt, ez a szám a 11. századra elérte a 140 milliót.
A leglényegesebb változás a kereskedelmi forgalom hirtelen bővülése volt. Míg korábban a lakosság döntő többségét kitevő parasztság zárt, önellátó faluközösségekben élt, amelyek nem vettek részt a kereskedelemben, a Szung-kortól kezdve Kína óriási, nyüzsgő piaccá vált, ahol mindenki igyekezett feleslegét eladni és más vidékeken termelt árucikkeket vásárolni. Az egyes vidékek szakosodtak a termelésben, volt ahol ezután kizárólag teát, volt, ahol csak rizst, volt, ahol csak gyümölcsöket termeltek. A vidékek ilyenfajta szakosodása mind a mai napig megmaradt.
A kereskedelem növekedése miatt egyre nagyobb forgalomban lévő pénzmennyiségre lett szükség, és bár a Szung-dinasztia virágkorában a rézpénzkibocsátás hússzorosa volt a Tang-korinak, ez is elégtelennek bizonyult: emiatt először megjelentek a különféle váltók, majd 1024-ben a világ első igazi papírpénze.
Mindeközben a mezőgazdasági újításokon kívül is számtalan technikai felfedezés, találmány segítette a gazdaság fejlődését: a vasgyártáshoz szenet használtak; a puskaport, amiből eddig csak tűzijátékokat készítettek, tűzfegyverekhez is használni kezdték (megjelentek az első repeszbombák, lángszórók és ágyúk); a selyemfeldolgozásban és a kenderszövet készítésében egyre tökéletesebb fonógépeket alkalmaztak; az ismeretek terjesztését pedig a fadúcos nyomtatás szolgálta, amelyet a 9. században találtak fel buddhista szerzetesek a tanaik terjesztéséhez, és a 10–11. században – Gutenberg előtt mintegy fél évezreddel – kezdtek széles körben használni.

#### Vang An-si reformjai
A gazdaság rohamos fejlődése ellenére a Szung-kormányzat viszonylag gyenge maradt a korábbi nagy dinasztiákhoz képest. A 11. századtól a Liao állam és a Kína északnyugati szomszédságában élő tangutok rendszeresen betörtek a birodalom területére, és az állandó katonai védekezés nagy gondot jelentett. A parasztok terhei miatt nagy parasztfelkelések törtek ki több területen. A helyzet megoldására Vang An-si (Wang Anshi) főminiszter 1069-től az ország nagyszabású reformokat vezetett be. Vang alacsony kamatú hitelt nyújtott a szegényparasztoknak, átszervezte az adórendszert, a lakosságot tíz családonként csoportokba osztotta – ezeknek szükség esetén meghatározott számú katonát kellett kiállítaniuk –, a kötelező közmunkát átváltatta pénzadóra, vízszabályozási munkálatokat rendelt el, s megadóztatta a hivatalnokokat és a földbirtokosokat. 1086-ban azonban, a Vangot támogató császár halála után azonban az intézkedéseket visszavonták, ami újabb parasztfelkelésekhez vezetett.

#### A birodalom kettészakadása és a Déli Szung állam
A császári trónon 1101 és 1126 között Szung Huj-cung (Sòng Huīzōng) császár ült, akit jobban érdekelt a festészet, mint a kormányzás, így aztán nem tett sokat a Szung birodalom megmentése érdekében. (Igaz, uralkodása alatt a kínai festészet óriási A 11. században Kínától északra újabb erős népcsoport jelent meg, a dzsürcsik, akik 1127-ben elfoglalták Észak-Kínát és megalapították a Csin-dinasztiát (csin (jin) vagy Kin: „arany”). A császári udvar Dél-Kínába menekült, és Hangcsou városban rendezkedett be. A dzsürcsi Csin és a kínai Szung állam határát nagyjából a Huaj-folyó vonalában, vagyis Észak- és Dél Kína határán rögzítették. Azóta a 960-tól 1125-ig csaknem egész Kínán uralkodó, Kajfeng fővárosú dinasztiát Északi Szungnak nevezik, míg utódját, az 1127-től 1279-ig csak Dél-Kína felett uralkodó dinasztiát Déli Szungnak. A Déli Szung-dinasztia másfél évszázada alatt Dél-Kínában folytatódott a gazdasági fejlődés, és az északi területekről történő nagyszabású délre vándorlás következtében a kínai világ gazdasági és népességi központja hosszú évszázadokra délre került. A Déli Szunggal párhuzamosan létező dzsürcsik által uralt, de fokozatosan elkínaiasodó észak-kínai Csin- (Kin-) dinasztia 1115-től 1234-ig állt fenn.

#### A neokonfucianizmus
A kínai császárság eszmei alapjául a korai Han-kortól, tehát az i. e. 2. századtól a konfucianizmus szolgált. Minthogy azonban – a konfuciánus szent könyvekkel ellentétben – a világ változott, a konfuciánus eszméket folyton újra kellett értelmezni, a könyveket újabb és újabb kommentárokkal kellett ellátni. A legfontosabb ilyen újraértelmezés a Szung-korban, a 11-12. században történt, az úgynevezett neokonfuciánus filozófusok által. A legfontosabb közülük Csu Hszi (Zhū Xī, 1130–1200) volt. A neokonfuciánusok arra törekedtek, hogy a konfuciánus eszméket alkalmazhatóvá tegyék a modern világra, illetve arra, hogy az addig szinte teljesen világi jellegű konfucianizmust ötvözzék bizonyos metafizikai, természetfeletti elemekkel, ezzel – a rivális taoizmushoz és buddhizmushoz hasonlóan – kielégítsék az emberek transzcendencia iránti igényeit is. Ennek az új elvárásnak a szellemében Csu Hszi újraértelmezte a konfuciánus klasszikusokat, és ezzel összefoglalta és rögzítette a neokonfuciánus tanításokat. A neokonfucianizmus igazi jelentősége abban állt, hogy a Déli Szung második felétől kezdve egészen a 20 század elejéig ez volt a konfucianizmus egyetlen hivatalos és megengedett értelmezési módja, és mint ilyen, a hivatalnokvizsgák kizárólagos anyaga. Emiatt fontos szerepe volt a kínai szellemi elit gondolkodásának megmerevedésében, alkalmazkodóképességének csökkenésében.
Mint már említettük, a hivatalnokok kiválasztására alkalmazott vizsgarendszert Han Vu-ti császár vezette be az i. e. 2. században. Azonban a Han-kortól egészen a Szung-kor elejéig nem ez volt a hivatalnokok kiválasztásának egyetlen módja: a legtöbb állást ajánlás alapján töltötték be, és sok hivatal örökölhető vagy megvásárolható volt. A Szung-kor elejétől a nagy múltú, gazdag családok hatalmának letörése érdekében az uralkodók egyre bővítették a csak sikeres vizsga letételével megszerezhető állások arányát, míg végül, a Déli Szung idejétől kezdve – egy két megvásárolható alacsony hivatalon kívül – kizárólag a hivatalnokvizsgák letétele után kerülhetett be valaki az állami bürokráciába, vagyis az uralkodó osztályba. A felemelkedés egyetlen útja tehát a tanulás maradt. Ugyanekkor a vizsgák kizárólagos anyagává 1313-tól a konfuciánus klasszikusok Csu Hszi-féle értelmezését tették. Ennek következtében a kínai császárság Déli Szung utáni évszázadai során a törekvő és tehetséges kínaiak életük nagy részét egy bizonyos filozófiai iskola egy bizonyos szemléletű értelmezésének magolásával töltötték (a vizsgafokozat megtartásához ugyanis az embernek élete végéig meghatározott időnként ismétlő vizsgákat kellett tennie, egyébként elvesztette a sikeres vizsgával járó kiváltságokat). Ez igen károsan hatott Kína további fejlődésére: a kínai gondolkodást szűk sémák közé szorította, kiölte a kínai elitből az eddig oly jellemző alkotó, feltaláló szellemet, a kínai uralkodó osztályt alkalmatlanná tette az új körülményekhez való alkalmazkodásra – és tette mindezt éppen azokban az évszázadokban, amikor az európai gondolkodás kitört a középkori keretekből, és megteremtette a nagy felfedezések, a gyarmatosítás és az ipari forradalom szellemi alapjait.

## A mongol uralom kora

### Kína meghódítása (1234–1271)
Dzsingisz kán (kínai nevén: Chengjisihan, élt 1167?–1227; eredeti nevén: Temüdzsin) 1206-ban egyesítette a mongol törzseket, és a következő években hatalmas birodalmat épített ki, lovascsapatai egész a dél-orosz síkságig jutottak. 1211-ben megtámadta az Észak-Kínát uraló dzsürcsi Csin államot, de hadisarc fejében visszavonult. Miközben seregei egy része a távoli nyugaton is hadakozott, 1227-ben megsemmisítette a Kína északnyugati sarkában berendezkedett tangut Hszi Hszia országot. Dzsingisz még ebben az évben meghalt, utódjává Ögödejt választották.
A mongol hódítókat jól jellemzi Dzsingisz kán következő kijelentése: „A férfi legnagyobb öröme a győzelem: üldözni az ellenséget, elfoglalni országát, megfosztani mindenétől, megríkatni szeretteit, megbecsteleníteni feleségét és lányait.”
A kínaiak elkövették ugyanazt a hibát, mint amikor a kitaj Liao ellen a dzsürcsikkel szövetkeztek; most a dzsürcsi Csin ellen a mongolokkal kötöttek szövetséget, akik 1234-ben le is győzték a dzsürcsiket, ám ezután rögtön a Déli Szung ellen fordultak. A Szung seregek eleinte eredményesen védekeztek a meg-megújuló mongol támadásokkal szemben, mert a mongolok fő erői a távoli nyugaton harcoltak (lásd az 1241-42-es magyarországi tatárjárást). 1251-ben Möngke lett a mongol nagykán, aki egyik fő céljának Kína elfoglalását tartotta. Möngke 1259-ben meghalt a Déli Szung elleni háborúban, de a helyére lépő Kubiláj kán (1215–1294) folytatta a támadásokat. Ekkorra már darabokra szakadt a mongol világbirodalom, Kubiláj uralma alatt csak Mongólia és Észak-Kína, a volt Csin területe állt. Kubiláj 1264-ben a mai Pekingbe helyezte székhelyét, a várost Tatunak (Dàdū, „Nagy Főváros”) nevezte el. 1271-ben császárnak kiáltotta ki magát, dinasztiájának pedig a Jüan (Yuán, "Kezdet")[forrás?] nevet adta. Eközben 1268 óta folyamatosan háborúzott a Déli Szung ellen, amelyet végül hosszú és elkeseredett harc után 1279-ben megsemmisített. Kína tehát a mongolok uralma alatt egyesült.

### A mongol Jüan-dinasztia (1271–1368)
A mongolok ugyan megkísérelték kínai rendszer szerint megszervezni az országot, de a földművelő Kínát soha nem tudták hatékonyan kormányozni. A lakosságot négy osztályba sorolták: legfelül álltak a mongolok, alattuk a belső-ázsiaiak, majd az észak-kínaiak következtek (akik közül sokan idegen származásúak voltak), s a ranglétra alján a dél-kínaiak álltak. Ez a rendszer természetesen mélyen sértette a kínaiak nemzeti érzéseit. Kubiláj kán és unokája, Temür uralkodása alatt (1271–1294, illetve 1294–1307) a mongolok még értek el bizonyos sikereket, például a Nagy-csatornát meghosszabbították Pekingig (ezelőtt csak az ennél délebbre fekvő fővárosokig ért el), a csatorna mentén kövezett utat építettek Hangcsou és Peking között, s kínai „kollaboránsok” segítségével a Tang- és a Szung-korival nagyjából megegyező államszervezetet hoztak létre. A vizsgarendszer azonban egészen 1315-ig nem működött, és sok hivatalt kínaiak helyett idegenekkel – tatárokkal, szaracénokkal stb. – töltettek be. Temür 1307-es halála után a belharcok miatt a mongol uralom gyors hanyatlásnak indult, a következő 26 évben hét császár váltotta egymást a trónon. Eközben a gátakat, öntözőműveket elhanyagolták, és a gátlástalanul kibocsátott papírpénz óriási inflációt okozott. A Szung-korban és a Jüan-kor elején még virágzó gazdaság válságba jutott, 1333 után az országban mindenfelé éhínségek törtek ki, s a mongol uralom második felében már egymást követték a felkelések.
A Jüan-dinasztia évszázadának talán legnagyobb eredménye az volt, hogy – mivel a Nyugat-Ázsia és Kína között fekvő területek nagy részét mongol kánok uralták, így az utazás könnyebb volt, mint korábban – Kína kapui megnyíltak a külföldiek előtt. 1275-ben, a Jüan-dinasztia legelején érkezett Kínába Marco Polo, a velencei kereskedő, aki 17 évet töltött Kubiláj birodalmában, s még magas hivatali rangot is kapott. Visszaemlékezéseiben lenyűgöző – és kortársai számára hihetetlen – képet festett a gazdag és fejlett kínai világról, amelynek Szung-kor végi virágzását még nem pusztította el a mongol uralom. Megjegyzendő, hogy Polo csak egy volt az ekkoriban Kínába látogató számos európai közül. Ugyancsak a Jüan-korban érkezett Kínába a pápa küldötte, Montecorvin, aki 1307-től Peking érseke lett, valamint a ferences rendi György barát (ő az első magyar, akiről tudjuk, hogy eljutott Kínába). A mongol uralkodók, akiknek nem volt felhőtlen a viszonya az általuk kormányzott kínaiakkal, előszeretettel alkalmaztak idegen származású hivatalnokokat, megnyitották Kínát a külföldi kereskedők előtt, és engedték, sőt, sokszor támogatták, hogy a legkülönbözőbb idegen vallások megtelepedjenek a birodalmukban. A Jüan-kor volt a kínai császárság utolsó olyan időszaka, amikor a kínaiakra nem a befelé fordulás volt a jellemző.
A Jüan-kori felkelések közül a legjelentősebb a buddhista Fehér Lótusz szekta által szervezett mozgalom volt, amelyet a résztvevők fejfedőjéről „vörösturbánosok” (hóng jīn jūn) felkelésének neveznek. Az északon kitört, 1351-től 1363-ig tartó lázadást a mongolok végül leverték, de uralmuk véglegesen meggyengült.
Különös módon a mongol uralom egyik következménye a kínai kultúra bizonyos ágainak felvirágzása volt. Ezt az okozta, hogy az idegen dinasztia uralkodása alatt sok kínai írástudó nem kapott hivatalt, így nem maradt más megélhetési forrása, mint eladható irodalmi műveket írni. Kínában a legnépszerűbb – ám a hivatalnokréteg által eddig mélyen megvetett – művészeti ág a színjátszás volt, ezért a Jüan-korban sok írástudó kezdett el drámákat írni. Ennek következtében rengeteg kiváló darab született ekkoriban. Ugyancsak a Jüan-korban kezdték a vásári mesemondók sokrészes, folytatásos történeteit összefűzni regényekké, amivel megteremtették a nagy Ming-kori regényirodalom alapjait.